# Jorge Páez Vilaró
Jorge Páez Vilaró (Montevideo, 19 de mayo de 1922 - id. 26 de noviembre de 1994) fue un pintor, dibujante, galerista, coleccionista de arte y activo gestor cultural uruguayo. Fundador del  Museo de Arte Americano de Maldonado y promotor de numerosos emprendimientos culturales de su región. 

## Biografía
Hijo del Dr. Miguel A. Páez Formoso, un eminente abogado americanista y de Rosa Vilaró Braga. Recibió, junto con sus hermanos Miguel y Carlos, una formación humanista de gran riqueza cultural. Completó sus estudios en Contabilidad Industrial en la Universidad de La Salle.
Como artista visual representó a Uruguay en la Bienal de San Pablo (1963), Bienal de Venecia (1964), Bienal de Córdoba (1966) y en numerosas exposiciones internacionales.
Divulgó el arte con todos los medios a su alcance, dictó numerosas conferencias, prologó más de 100 exposiciones, participó en mesas redondas y audiciones radiales y ofreció charlas para estudiantes. Fue colaborador de numerosos emprendimientos culturales en Uruguay, Argentina, Chile y Brasil. Fue miembro de la Comisión Nacional de Bellas Artes y del jurado de la X Bienal de San Pablo. 
Organizó la donación de arte uruguayo para las colecciones del Museo de Arte Moderno de Buenos Aires, el Museo de Arte Moderno de Quinta Normal, Santiago de Chile, y el Museo de Arte Contemporáneo de San Pablo.
Como coleccionista de arte, llegó a tener una importante colección que incluía dibujos de Picasso y Miró, pinturas de Chagall, Mondrian, Tàpies, De Chirico y esculturas de Degas, Maillol, Rodin, Moore y Marino Marini, entre varios otros. Además de una completa colección de arte precolombino que sería la base para la creación del Museo de Arte Americano de Maldonado en 1973.

## Obra
En sus comienzos realizaba pinturas abstractas con influencias del Grupo CoBrA con el que compartía la creencia en un arte universal no dependiente de las escuelas oficiales, basado en las raíces de las tradiciones populares y en el arte primitivo local. 
A partir de la década de 1960 comenzó a construir su propio universo dentro del informalismo con una fuerte densidad matérica. Posteriormente, bajo la influencia del arte pop indagó en temas populares e históricos uruguayos que incluían paisajes, retratos, bodegones y temas de tango.

## Premios
- Premio Brindes Pombo, Bienal de San Pablo
- Premio Caio Alcantara Machado